# Henri Le Savoureux
Henry Le Savoureux, né à Paris le 5 janvier 1881 et mort à Châtenay-Malabry le 20 juin 1961, est un médecin psychiatre, écrivain et salonnier français.
Il est le fondateur de l'Association les amis de Chateaubriand.

## Biographie
Henry Le Savoureux est le fils de Joël Le Savoureux (1850-1896) et de Clara Caroline Jeanne Bellaire (1852) son épouse, mariés à Paris le 20 novembre 1875.
De retour en France, son père, consul de France à Tananarive (Madagascar) auprès de la reine Ranavalona III, le place à l'école alsacienne où il se liera d'amitié avec Henry de Monfreid (1879-1974),.
Son père Joël Le Savoureux en poste à Singapour y meurt à peine arrivé du paludisme en janvier 1896.
En 1906, Mina Loy et Le Savoureux se sont rencontrés dans des cercles sociaux similaires, tous deux intéressés par l'art. Mina Loy est tombée enceinte de Le Savoureux et a donné naissance à Joella Synara Haweis en Italie en 1907. Mina Loy a maintenu certains contacts avec Le Savoureux, lui envoyant des photos et des nouvelles de leur fille. À l'âge adulte, Joella est devenue amie avecLe Savoureux et sa femme Lydie, leur rendant même visite en France.
Le romancier Mathieu Terence a écrit un récit imaginaire et fictif sur la relation entre Le Savoureux et Mina Loy.
Le 5 juillet 1910, il épouse à Paris la femme de lettres Françoise Marie Aimée Bedeau (1884-1920). Puis le 20 août 1923 à Boulogne-Billancourt il épouse en secondes noces Sophie Lydie Plekhanov (1881-1978), fille de Gueorgui Plekhanov (1856-1918), fondateur de la social-démocratie russe et de Rosalie Bograde. Sa sœur Eugénie épouse Georges Batault (1887-1963) et sont les parents du diplomate Claude Batault (1918-2008).
En 1914, il achète avec le docteur César Hugonin la propriété de François-René de Chateaubriand de la Vallée-aux-Loups, à Châtenay-Malabry pour y créer un établissement de santé psychiatrique. Avec sa seconde épouse ils vont y animer un salon littéraire fréquenté par des peintres, écrivains et artistes comme l'abbé Arthur Mugnier, prêtre catholique mondain confesseur du Tout-Paris, ainsi qu'Anna de Noailles et sa cousine la princesse et femme de lettres Marthe Bibesco, Berenice Abbott, Henri de Régnier, Julien Benda, Édouard Herriot, Antoine de Saint-Exupéry, Paul Valéry, Jean Fautrier, Vladimir Jankélévitch, Paul Léautaud, Paul Morand, Jean Paulhan, René Pleven, Francis Ponge, Jacques Audibert, Claude Sernet, Marc Bernard, Gaëtan Gatian de Clérambault, Paul Valéry, Jules Supervielle et Marc Chagall.
À l'élection de Jean Longuet à la mairie de Châtenay-Malabry (1925-1938), il est membre de la SFIO, et devient son premier adjoint. Il est chargé de mettre en place le patronage Voltaire pour concurrencer celui de l'église, et de développer l'action dans le sport et dans le domaine culturel. Il est secondé dans cette tâche par de jeunes militants qui seront les futurs maires de la commune : Gaston Richet, maire de 1938 à 1947 et André Mignon, de 1965 à 1976, avec la participation de Jean Paulhan, conseiller municipal indépendant de 1935 à 1941.
Pendant la Seconde Guerre mondiale, il cache dans sa maison de santé le peintre Jean Fautrier qui y peint sa série des Otages dans la tour Velléda, Jean Paulhan, le docteur Henri Baruk, médecin chef de Charenton, le docteur Robert Debré de l'automne 1943 à l'été 1944. Robert Debré y rédige ses articles pour un journal médical clandestin et y crée le Comité médical de la Résistance dont il est le vice-président sous le pseudonyme de Flaubert. Il y rédige également un rapport sur la réorganisation de la médecine, traçant ainsi les grandes lignes de la réforme de 1958. Simone Martin Chauftier y rencontre Boris Vildé un peu avant son arrestation.
Eugénie et Lydie seront invitées à se rendre à Moscou en 1957 et pourront se recueillir sur la tombe de leur père à Saint-Pétersbourg. Eugénie meurt chez sa sœur à Châteany-Malabry le 3 juin 1964.
Sa veuve continuera à diriger la maison de santé après sa mort jusqu'à la sienne en 1978.

## Publications
- « Un cas de délire spirite et théosophique chez une cartomancienne », L'Encéphale, journal mensuel de neurologie et psychiatrie, Paris, 7e année, 2e semestre, 1913, p.63-71.
- Spleen chez Châteaubriand, Éditions Steinheil, 1914 (prix Semelaigne de la Société médico-psychologique de 1914).
- « Auto-dénonciation récidivante chez une dipsomane », La Chronique médicale, 1914, en collaboration avec le Dr Ernest Dupé.
- « Rapport des commotions de guerre et de la constitution émotive », Les Annales médico-psychologiques, 1921.
- « Châteaubriand à la Vallée aux Loups », Bulletin des Amis de Sceaux, n°4, 1925, p.14-33. Conférence du 23 mars 1925[13].
- Châteaubriand, P.U.F. collection « Maîtres des Littératures », 1930.
- Bergsonisme et Neurologie, 1934.
- « Un philosophe en face de la psychanalyse », La Nouvelle Revue française, 1er février 1939.

## Pensionnaires notables de son établissement
- Julien Benda.
- Jean Cocteau.
- Félix Fénéon, y est mort le 29 février 1944.
- Paul Léautaud, y est mort le 22 février 1956.
- Jacques Rigaut, s'y suicide le 6 novembre 1929.

## Hommages
- La ville de Châtenay-Malabry a donné son nom à une rue de la commune.

### Iconographie
- Photographie anonyme, Jean Paulhan, Germaine Paulhan, Jean Fautrier, Bernard Groethuysen, Alix Guillain, devant la tour Velléda à la Vallée aux Loups, vers 1944, tirage original légendé par Hélène Daremberg, Châtenay-Malabry, domaine de la Vallée-aux-Loups.